# Stenandrium subcordatum
Stenandrium subcordatum là một loài thực vật có hoa trong họ Ô rô. Loài này được Standl. miêu tả khoa học đầu tiên năm 1930.